# イヴァン・ペチョーリン
イヴァン・ヴラジーミロヴィチ・ペチョーリン（ロシア語:  Иван Владимирович Печорин, ラテン文字転写: Ivan Pechorin、1983年 - 2022年9月10日）は、ロシアの実業家。
政府系の非営利法人、極東・北極圏発展公社（KRDV）の航空産業担当マネージングディレクターだった。

## 概要

### 死
2022年9月5日から8日までウラジオストクにて開催された「東方経済フォーラム（EEF）」に、EEFの航空産業担当マネージング・ディレクターとして参加。極東における航空アクセスの整備や、2021年にオーロラをベースに、極東の地方航空会社数社を統合したユナイテッド・ファーイースト・エアライン事業について携わっていた。
9月10日夕方、ウラジオストクとは海峡を隔てたルースキー島、イグナティエフ岬近くでボートから転落。市と地域の救助隊、緊急事態省、消防隊による捜索の結果、遺体で発見された。12日に同社によって訃報が伝えられた。39歳没。
2022年はロシアの実業家の不審死が相次いでおり、ペチョーリンは9人目の死亡者であった。特にKRDVでは同年2月8日にCEOを務めていたイゴール・ノソフ（Игорь Носов）が取締役会で解雇を宣告された後体調を崩し、救急搬送されたが脳卒中だとされ、そのまま落命したばかりであった。